# José Augusto Ferreira Filho
José Augusto Ferreira Filho (Caeté, 28 de novembro de 1913 - 24 de setembro de 1990) foi um advogado e político brasileiro do estado de Minas Gerais. Formou-se em Direito pela Faculdade de Direito da Universidade de Minas Gerais.
Foi deputado estadual constituinte em Minas Gerais na 1ª Legislatura pelo PSD de 1947 a 1951.
Foi reeleito deputado estadual para a 2ª Legislatura (1951 - 1955), pelo PSD. Foi substituído pelo Dep. João de Almeida no período de 10/7 a 12/10/1953.
José Augusto foi reeleito na para a 3ª Legislatura (1955 - 1959), novamente pelo PSD. Licenciou-se para ocupar o cargo de Secretário de Estado de Viação e Obras Públicas, sendo substituído pelo Dep. José Soares de Figueiredo no período de 13/4/1955 a 6/2/1956.
Foi eleito novamente para a 4ª Legislatura (1959 - 1963). Nesse pleito, o deputado renunciou em 6/4/1961, sendo substituído por José Pires da Luz na Assembleia Mineira. Elegeu-se novamente para a 5ª Legislatura (1963 - 1968), sendo substituído pelos deputados José Jeovah Santos nos períodos de 7/3 a 28/4/1963, de 7/10/1964 a 4/4/1965, de 6/4 a 2/11/1965 e de 13/5 a 15/8/1966, Ibrahim Abi-Ackel de 12/8 a 28/9/1964, e Hermelindo Paixão de 29/9 a 7/10/1964.

José Augusto foi senador da República no período de 1972 a 1975.